# Chelsea Halfpenny
Chelsea Halfpenny Stell es una actriz inglesa, más conocida por interpretar a Amy Wyatt en la serie Emmerdale Farm.

## Biografía
Es hija de Nicola Halfpenny, es sobrina de Paula Halfpenny-Dunn y la actriz Jill Halfpenny-Conway. Sus abuelos son Derek y Maureen Halfpenny y sus primos Craig Dunn, Jessica Dunn y Harvey-Reese Conway.

## Carrera
En 2004 interpretó a Karine en un episodio de la serie Casualty. Ese mismo año se unió al elenco de la serie Byker Grove, donde interpretó a Lucy Summerbee hasta el final de la serie en 2006.
El 8 de octubre de 2010, se unió a la exitosa serie británica Emmerdale Farm, donde interpreta a Amy Wyatt hasta ahora. En octubre de 2013, se anunció que dejaría la serie en noviembre de 2013.
En 2015 se anunció que aparecería en la serie médica Casualty, donde dará vida a una doctora en entrenamiento de primer año. El 29 de julio de 2016, se anunció que regresaría a la serie y se uniría al elenco principal de la serie.

## Filmografía

### Series de televisión
| Año             | Título         | Personaje         | Notas                      |
| --------------- | -------------- | ----------------- | -------------------------- |
| 2015 - presente | Casualty       | Dr. Alicia Munroe | 101 episodios              |
| 2010 - 2013     | Emmerdale Farm | Amy Wyatt         | 413 episodios              |
| 2004 - 2006     | Byker Grove    | Lucy Summerbee    | 22 episodios               |
| 2004            | Casualty       | Karine            | episodio "What Parents Do" |

## Premios y nominaciones
| Año  | Categoría     | Premio                    | Serie          | Resultado |
| ---- | ------------- | ------------------------- | -------------- | --------- |
| 2012 | Best Newcomer | National Television Award | Emmerdale Farm | Nominada  |